# Chuyến bay 409 của Ethiopian Airlines

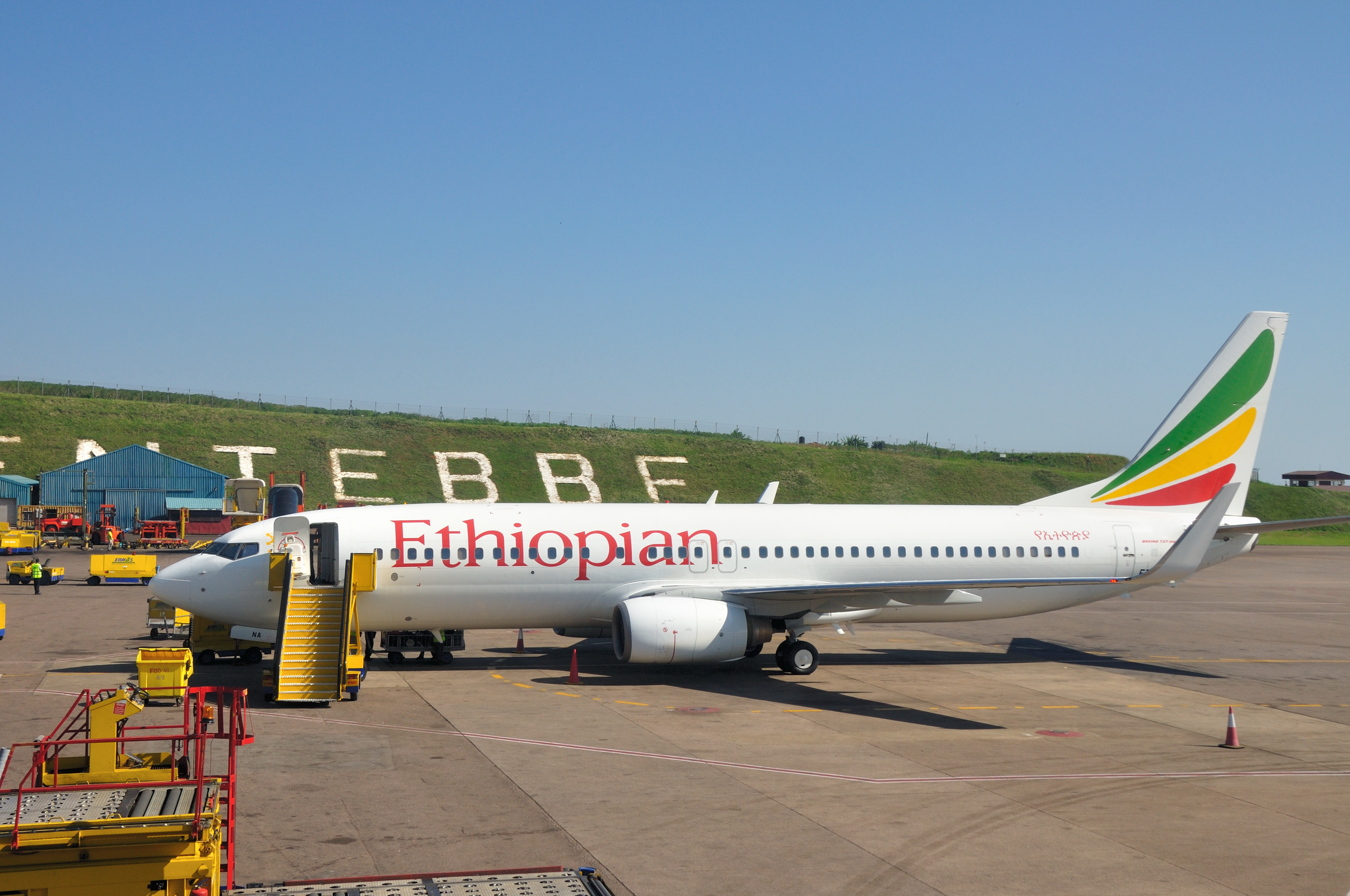
Một chiếc Boeing 737-800 của Ethiopian Airlines Boeing 737-800, tương tự chiếc bị nạn

Chuyến bay số 409 của Ethiopian Airlines là một chuyến bay quốc tế theo lịch trình từ Beirut, Liban, đến Addis Ababa, Ethiopia, và đã rơi xuống Địa Trung Hải ngay sau khi cất cánh ngày 25 tháng 1 năm 2010. 
Chiếc máy bay bị rơi là một chiếc Boeing 737-8AS số đăng ký ET-ANB, s / n 29.935. Máy bay ban đầu được bàn giao cho hãng Ryanair vào ngày 04 tháng 2 năm 2002 với số hiệu EI-CSW. Trong tháng 9 năm 2009 nó đã được cho Ethiopian Airlines thuê. Chiếc máy bay này đã được kiểm tra bảo dưỡng lần gần đây nhất là vào ngày 25 tháng 12 năm 2009 mà không có bất kỳ vấn đề kỹ thuật được tìm thấy.